# Distretto di Tarin Kowt
Il distretto di Tarin Kowt è un distretto dell'Afghanistan appartenente alla provincia dell'Oruzgan. Viene stimata una popolazione di 47 813 abitanti (stima 2016-17).